# Aaron Pedersen

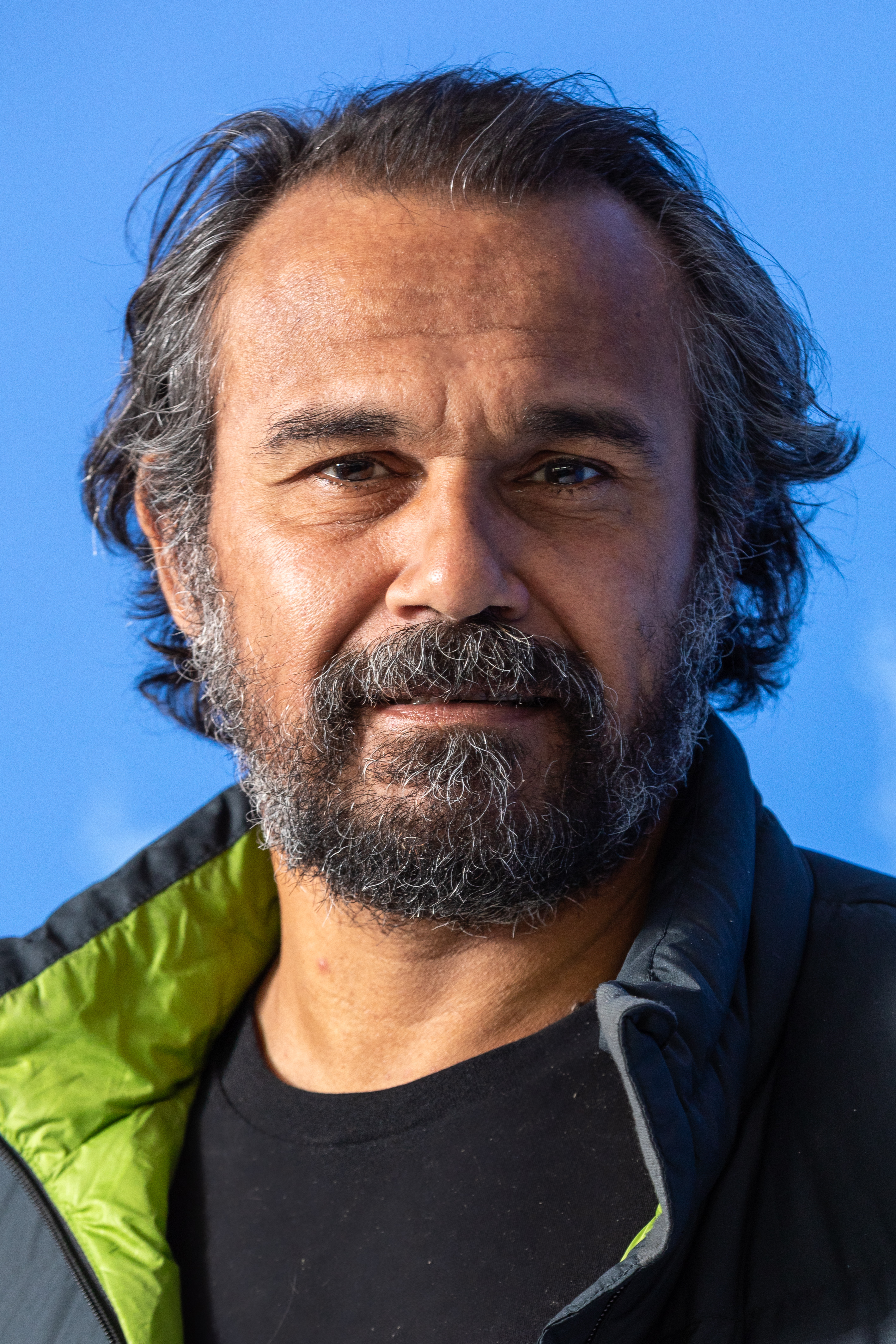
Aaron Pedersen (2020)

Aaron Pedersen (* 24. November 1970 in Alice Springs, Northern Territory) ist ein australischer Schauspieler und Synchronsprecher. Ende der 1990er Jahre wurde er durch seine Rollen in den Fernsehserien Wildside und Water Rats – Die Hafencops national bekannt und wirkte auch in internationalen Filmproduktionen mit.

## Leben
Pedersen hat Arrernte und Ngarabana (Australische Aborigines) als Vorfahren. Er arbeitete vor seinem Durchbruch als Schauspieler als Journalist für den Sender ABC in Melbourne.
Sein Fernsehdebüt machte er 1993 in der Fernsehserie Crocadoo. Ein Jahr später wirkte er in der Mini-Fernsehserie Heartland als Clarrie Carmichael mit. Ab Mitte der 1990er Jahre trat er vermehrt in inländischen Filmproduktionen auf. Von 1997 bis 1999 spielte er den Charakter Vince Cellini in insgesamt 60 Episoden der Fernsehserie Wildside. Er verkörperte die Rolle des Detective Senior Constable Michael Reilly in 86 Episoden der Fernsehserie Water Rats – Die Hafencops von 1999 bis 2001. 1999 heiratete Pedersen, die Ehe wurde allerdings nach nur einem Jahr wieder geschieden. Um die Jahrtausendwende herum wirkte er als Dr. Tony McKinnon in der Fernsehserie MDA mit. Zwischen 2007 und 2011 konnte er mehrere Besetzungen in verschiedenen Fernsehserien vorweisen.
Pedersen wirkte als Cam Delray in der Jack Irish-Reihe mit. Von 2012 bis 2014 erschienen drei Filme mit seiner Beteiligung. Von 2016 bis 2018 spielte er dieselbe Rolle in der gleichnamigen Fernsehserie. 2014 hatte er in der Fernsehserie The Code als Tim Simons eine Besetzung. Von 2017 bis 2018 spielte er die Rolle des Frank Gibbs in der historischen Fernsehserie A Place to Call Home. Seit 2018 spielt er in der Fernsehserie Mystery Road – Verschwunden im Outback die Rolle des Mordermittlers Jay Swan, die er bereits zuvor in den Kinofilmen Mystery Road (2013) und Goldstone (2016) verkörperte. 2020 war er in High Ground – Der Kopfgeldjäger und dem deutschen Spielfilm Barfuß durch Australien zu sehen.

## Filmografie
- 1993: Crocadoo (Fernsehserie)
- 1994: Heartland (Mini-Fernsehserie, 6 Episoden)
- 1995: Gladiators Greatest Hits
- 1996: Dead Heart – Tödliche Affäre (Dead Heart)
- 1996: Tödliches Territorium (The Territorians, Fernsehfilm)
- 1997–1999: Wildside (Fernsehserie, 60 Episoden)
- 1999–2001: Water Rats – Die Hafencops (Water Rats, Fernsehserie, 86 Episoden)
- 2000: Saturday Night
- 2002: Mimi
- 2002–2003: MDA (Fernsehserie, 23 Episoden)
- 2003: Grass Roots (Fernsehserie, 2 Episoden)
- 2004: Queen of Hearts
- 2004: Floodhouse
- 2005: Grange (Fernsehfilm)
- 2005: The Secret Life of Us (Fernsehserie, 9 Episoden)
- 2006: Darklovestory
- 2006: BlackJack: Dead Memory (Fernsehfilm)
- 2007: Too Late (Kurzfilm)
- 2007: East West 101 (Fernsehserie, Episode 1x02)
- 2007–2010: The Circuit (Fernsehserie, 12 Episoden)
- 2007–2011: City Homicide (Fernsehserie, 84 Episoden)
- 2008: Double Trouble (Fernsehserie, 13 Episoden)
- 2012: Jack Irish: Black Tide (Fernsehfilm)
- 2012: Jack Irish: Bad Debts (Fernsehfilm)
- 2012: Bad Karma
- 2013: Mystery Road
- 2013: The Darkside
- 2014: Jack Irish: Dead Point (Fernsehfilm)
- 2014: The Code (Fernsehserie, 6 Episoden)
- 2014: It’s a Date (Fernsehserie, Episode 2x07)
- 2015: The Fear of Darkness
- 2015: Spear
- 2016: Under Skin in Blood (Kurzfilm)
- 2016: Goldstone
- 2016: Killing Ground
- 2016–2018: Jack Irish (Fernsehserie, 12 Episoden)
- 2017: Blue Murder: Killer Cop (Mini-Fernsehserie, 2 Episoden)
- 2017: One Percent – Streets of Anarchy
- 2017: Water (Kurzfilm)
- 2017–2018: A Place to Call Home (Fernsehserie, 12 Episoden)
- seit 2018: Mystery Road – Verschwunden im Outback (Mystery Road, Fernsehserie, 12 Episoden)
- 2019: In deinen Armen (Dirt Music)
- 2019: Total Control
- 2020: The Gloaming (Fernsehserie, 8 Episoden)
- 2020: High Ground – Der Kopfgeldjäger (High Ground)
- 2020: Barfuß durch Australien (Fernsehfilm)

## Synchronsprecher (Auswahl)
- 1998: Crocadoo II (Zeichentrickserie)
- 2005: Der Zweihnachtsmann (A Very Barry Christmas) (Animationsfernsehfilm)